# Viktoria-Gymnasium
Das Viktoria-Gymnasium (bis 2008 Viktoriaschule) war ein allgemeinbildendes Gymnasium nahe dem Essener Stadtzentrum im Stadtteil Südostviertel. Das Schulgebäude am Kurfürstenplatz, das 1914 eingeweiht wurde, und das Direktorenwohnhaus stehen heute auf der Denkmalliste der Stadt Essen.

## Geschichte
Zunächst war die Schule in den Räumen der damals neu erbauten Grundschule an der Friedenstraße zuhause, die seit 1967 Kleine Steubenstraße heißt. Das Gymnasium wurde 1912 als Ableger der Luisenschule mit dem Namen Viktoriaschule als Lyzeum mit Studienanstalt gegründet. Es war zuletzt eines der ältesten noch bestehenden Gymnasien der Stadt Essen und wurde nach Viktoria Luise von Preußen benannt. Im Zweiten Weltkrieg wurde das Gebäude bei Bombenangriffen stark beschädigt. Die Wiederherstellung nahm mehrere Jahre in Anspruch.
Ursprünglich eine reine Mädchenschule, wurde die Viktoriaschule ab dem Schuljahr 1974/75 im Rahmen der Koedukation auch für Jungen geöffnet. Zu Beginn des Schuljahrs 2008/09 wurde die Viktoriaschule Essen in Viktoria-Gymnasium Essen umbenannt, um Verwechslungen mit einer Grundschule in Essen zu vermeiden und die Funktion als Gymnasium deutlich zu machen. Die Zukunft der Schule als eigenständiges Gymnasium war zunächst ungewiss, da die Zahl der Schüleranmeldungen für das Schuljahr 2017/18 die erforderliche Mindestanmeldezahl nicht mehr erreichte. Der Schulstandort konnte auch durch Kooperationen mit den umliegenden Schulen nicht erhalten werden. So ist das Viktoria-Gymnasium mit Ablauf des 31. Juli 2020 aufgelöst worden und im Burggymnasium Essen aufgegangen.
Die zuletzt etwa 350 Schüler (ursprünglich etwa 700) wurden von rund 35 Lehrkräften (ursprünglich etwa 50) unterrichtet.

### Architektur
Das Gebäude wurde ab Herbst 1912 erbaut und am 23. April 1914 eingeweiht. Der Auftrag wurde durch den Architekten Albert Erbe des Hochbauamtes realisiert. Es besteht aus drei Gebäudeflügeln mit einem Mittelpavillon in drei Stockwerken. Besondere Merkmale sind das Walmdach in Kombination mit dem geschweiften Mansarddach, aufgemauerte Hausteinquader, ein rundes kupfergedecktes Vordach und der von Säulen getragene Eingang mit originalem Türblatt. Seit 1989 steht das Gebäude unter Denkmalschutz.

## Ehemalige Arbeitsgemeinschaften
- viktoriatheater (Theater-AG)[3][4]
- Schulorchester
- Einradfahren
- DELF scolaire
- Griechisch
- Informatik